# Латерца, Джузеппе
Джузеппе Латерца (итал. Giuseppe Laterza; род. 12 ноября 1970, Конверсано, Италия) — итальянский прелат и ватиканский дипломат. Титулярный архиепископ Вартаны с 5 января 2023. Апостольский нунций в Центральноафриканской Республике и Чаде с 5 января 2023.